# Poissonovo število
Poissonovo števílo [puasónovo ~] (tudi Poissonovo razmérje, oznaka μ ali ν) je določeno kot absolutna vrednost razmerja med relativnim skrčkom v prečni smeri (kontrakcija) in relativnim raztezkom v vzdolžni smeri (dilatacija) pri nateznih obremenitvah snovi, oziroma med relativnim raztezkom v prečni smeri in relativnim skrčkom v vzdolžni smeri pri tlačnih obremenitvah snovi:
{\displaystyle \mu =\left|{{\varepsilon _{q}} \over \varepsilon }\right|=\left|{{{\Delta d} \over {d_{0}}} \over {{\Delta l} \over {l_{0}}}}\right|\!\,.}
Geometrijsko podlago določanja Poissonovega števila kaže Slika 1:
Poissonovo število je brez merske enote (brezrazsežno) in je za različne snovi (plastične) različno, z vrednostmi znotraj intervala
{\displaystyle \mu \in \left(0,{\frac {1}{2}}\right]\!\,.}
Pri kovinah je μ od 1/4 do 1/3, pri jeklu μ = 3/10, pri sivi litini pa je μ od 1/9 do 1/5.
Obratno vrednost Poissonovega števila označujejo z m:
{\displaystyle m={\frac {1}{\mu }}\!\,.}